# Sants Boada i Calsada
Sants Boada i Calsada (Sant Feliu de Guíxols, 1875 – 1936) va ser un prevere i reformador social catòlic català.
Nascut a Sant Feliu de Guíxols el 26 de gener de 1875 en una llar humil, va ser el tercer fill dels quatre que va engendrar el matrimoni format per Jaume Boada Iglésias i Ramona Calsada i Costa. Va estudiar al seminari de Barcelona on conegué de prop l'experiència del jesuïta Antoni Vicent i els cercles obrers catòlics. Ordenat sacerdot el 1905 i incardinat a la diòcesi de Girona des del 1906 es va dedicar plenament a impulsar a Sant Feliu de Guíxols una tasca eminentment social, seguint les directrius del catolicisme social.
El 1905 va fundar l'Asil Dominical i l'Institut Popular i el 1907 l'Ateneu Social, que comprenia seccions de teatre, esports, cultura etc. Aquell mateix any va engegar una caixa d'estalvis per als obrers, la qual més endavant -el 1928- va ser absorbida per la Caixa de Pensions. El 1908 creava una cooperativa de consum, que poc després prengué el nom de Cooperativa Obrera, que depenia de l'Ateneu Social.
Va desenvolupar una intensa activitat com a promotor d'innombrables actuacions (com conferències, classes nocturnes o setmanes socials) i institucions com les esmentades, a les que s'havia de sumar la creació del Patronat d'obreres i una escola per a infants el 1917 o la creació de la cooperativa de producció de capses de suro aglomerat Suber C. de P.
La seva obra social va perdurar fins l'esclat de la Guerra Civil el 1936. La cooperativa de consum anomenada Cooperativa Obrera va reprendre la seva activitat el febrer-març de 1939, un cop finalitzat el conflicte, prenent ara el nom del seu fundador, Sants Boada i Calsada.
El 6 d'octubre de 1936 mossèn Sants Boada va ser detingut, juntament amb altres clergues. Dies després l'anarcosindicalista guixolenc Francesc Isgleas cridava a evitar la violència a la reraguarda. Tanmateix el 30 d'octubre el creuer Canarias provocava un pànic generalitzat en bombardejar la badia de Roses. Com a fatal reacció de represàlia aquella nit s'assassinà al reverend Sants Boada i Calsada al cementiri del poble. Amb ell foren igualment afusellats 5 sacerdots més.